# Företagsbibliotek
Företagsbibliotek finns i ett företag eller av en organisation och fungerar som informationscentral på plats. De flesta företagsbibliotek har namn som "Business intelligence" eller "Technology intelligence". En företagsbibliotekaries uppgift är att tillgodose användarnas informationsbehov, att utbilda andra delar av organisationen och att systematisera den information som används.
Företagsbibliotek är vanliga i forskningsintensiv industri såsom läkemedelsindustri och elektronikindustri.

## Företagsbibliotek i Sverige
Sveriges äldsta företagsbibliotek, Stora Kopparbergs bergslags aktiebolags bibliotek, grundades redan 1917. Kooperativa förbundets bibliotek och arkiv och Jernkontorets bibliotek grundades bägge 1927 och 1936 bildades Svenska arbetsgivareföreningens bibliotek.

## Kända företagsbibliotekarier i Sverige
Margareta Nelke, bibliotekarie på Alfa Laval 1983–1989 och senare informationsspecialist på Tetra Pak 1989–2004.
Björn Tell (1918–2014), bibliotekschef vid AB Atomenergi 1959–1963.
Åke Tullgren (1928–2008), bibliotekschef vid Astra.